# Pindosgebergte
Het Pindosgebergte (Grieks: Πίνδος, Pindos; Latijn: Pindus) is de naam van het uitgestrekte bergmassief in het noordwesten van Griekenland dat zich vanaf de grens met Albanië, van noordwest naar zuidoost uitstrekt over een afstand van ca. 160 km. Het massief vormt de natuurlijke grens tussen Epirus en Thessalië, en wordt weleens de ruggengraat van Griekenland genoemd.

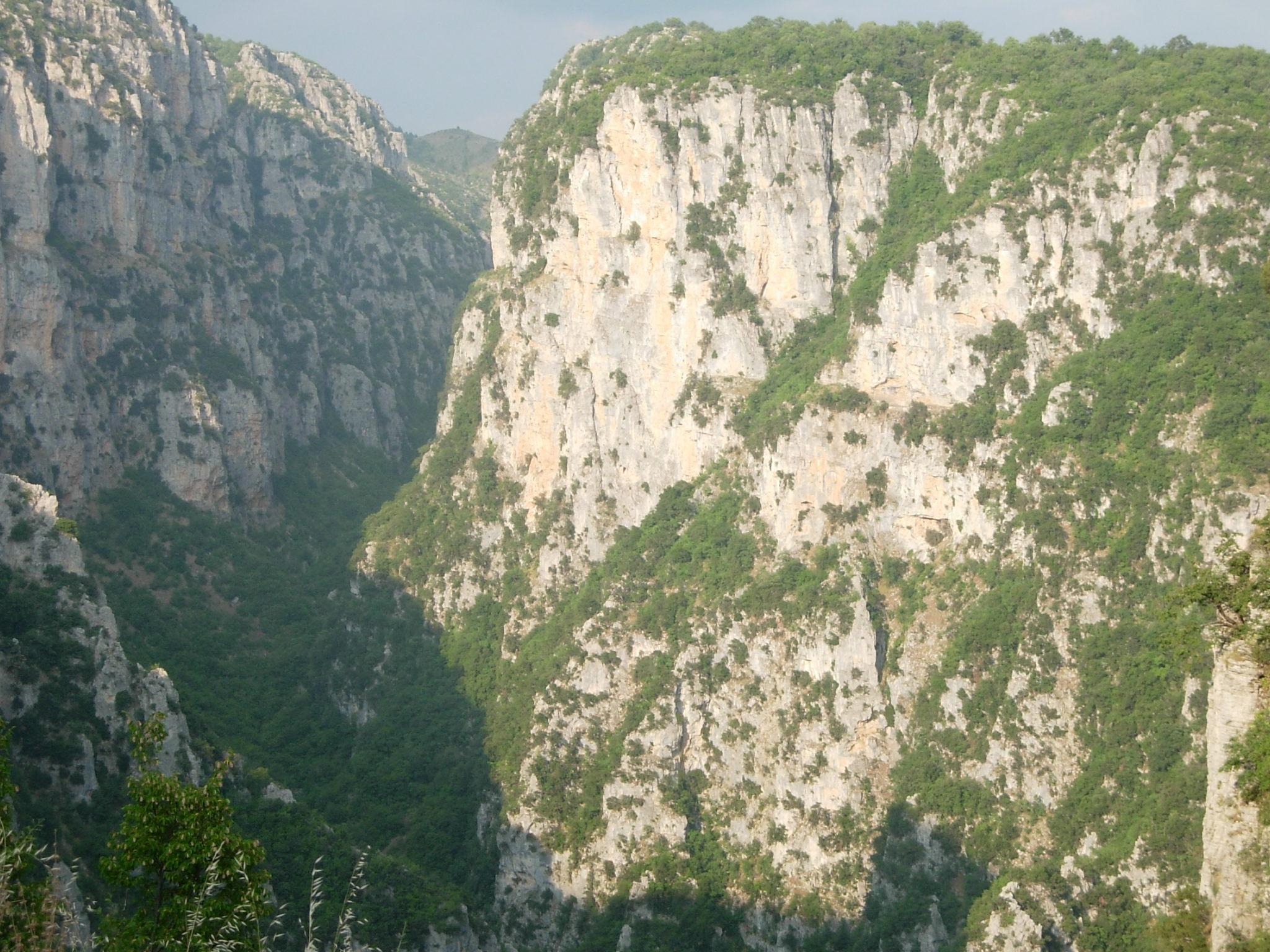
De Vikoskloof in het nationaal park Noord-Pindos

De 1820 meter hoge Katarapas, die in de buurt van Metsovo ligt en de hoogste bergpas van Griekenland is, vormt de grens tussen de noordelijke (Voria Pindos) en de zuidelijke (Notia Pindos) keten. De hoogste toppen zijn de Smolikas (2637 m), de Tymfi (2466 m), de Gamila (2480 m) en de Astraka (2436 m) in de Noordelijke Pindos en de Lakmos (2295 m) en de Athamanon (2393 m) in de Zuidelijke Pindos. In het Pindosmassief lagen twee kleine nationale parken (nationaal park Vikos-Aoös, dat de rivierdalen van de Aoös en de Vikos omvatte, en nationaal park Pindos). Sinds 2005 zijn deze parken opgegaan in een groter nationaal park dat de hele noordelijke Pindos beschermt: het nationaal park Noord-Pindos. Het zuidelijke deel van de Pindos ligt nu in het Nationaal park Tzoumerka, Acheloösvallei, Agrafa en Meteora.
Het klimaat is er naar Griekse normen erg ruw: vanaf oktober tot mei zijn de bergtoppen met sneeuw bedekt. Vooral in de noordelijke keten komen nog Europese wolven en bruine beren voor, hoewel het exacte aantal van deze bedreigde soorten moeilijk in te schatten is.
De Epirus Trail en de Pindus Trail lopen door het gebergte.